# Championnat d'Italie de football de deuxième division 1954-1955
Navigation
Édition précédente Édition suivante
La saison 1954-1955 de Serie B, organisée par la Lega Calcio pour la neuvième fois, est la 23e édition du championnat de deuxième division en Italie. Les deux premiers sont promus en Serie A, les deux derniers sont relégués en Serie C.
À l'issue de la saison, le Vicence termine à la première place et monte en Serie A 1955-1956 (1re division). Le vice-champion, Calcio Padoue l'accompagne en première division.

## Compétition
La victoire est à deux points, un match nul à 1 point.

### Classement
| Rang | Équipe            | Pts | J  | G  | N  | P  | Bp | Bc | Diff |
| ---- | ----------------- | --- | -- | -- | -- | -- | -- | -- | ---- |
| 1    | Vicence           | 50  | 34 | 22 | 6  | 6  | 53 | 21 | +32  |
| 2    | Calcio Padoue     | 42  | 34 | 15 | 12 | 7  | 46 | 27 | +19  |
| 3    | Modène            | 40  | 34 | 13 | 14 | 7  | 42 | 30 | +12  |
| 4    | Legnano R         | 40  | 34 | 13 | 14 | 7  | 42 | 36 | +6   |
| 5    | Brescia           | 37  | 34 | 15 | 7  | 12 | 44 | 36 | +8   |
| 6    | Côme              | 37  | 34 | 11 | 15 | 8  | 33 | 27 | +6   |
| 7    | Messine           | 36  | 34 | 11 | 14 | 9  | 46 | 43 | +3   |
| 8    | Marzotto Valdagno | 35  | 34 | 14 | 7  | 13 | 55 | 45 | +10  |
| 9    | Cagliari Calcio   | 33  | 34 | 10 | 13 | 11 | 33 | 35 | -2   |
| 10   | Parme P           | 33  | 34 | 8  | 17 | 9  | 37 | 40 | -3   |
| 11   | Arsenal Taranto P | 32  | 34 | 12 | 8  | 14 | 31 | 38 | -7   |
| 12   | Salernitana       | 31  | 34 | 9  | 13 | 12 | 44 | 56 | -12  |
| 13   | Palerme R         | 30  | 34 | 10 | 10 | 14 | 38 | 43 | -5   |
| 14   | Monza             | 30  | 34 | 8  | 14 | 12 | 34 | 43 | -9   |
| 15   | Alexandrie        | 28  | 34 | 10 | 8  | 16 | 30 | 40 | -10  |
| 16   | Hellas Vérone     | 28  | 34 | 10 | 8  | 16 | 35 | 50 | -15  |
| 17   | Trévise           | 27  | 34 | 7  | 13 | 14 | 32 | 45 | -13  |
| 18   | Pavie             | 23  | 34 | 7  | 9  | 18 | 32 | 52 | -20  |

|  | Promotion en Serie A                        |
|  | Relégation en Serie C                       |
|  | P : Promu de Serie C R : Relégué de Serie A |